# Chthonius decoui
Chthonius decoui är en spindeldjursart som beskrevs av C.Constantin Georgescu och Josif Capuse 1994. Chthonius decoui ingår i släktet Chthonius och familjen käkklokrypare. Inga underarter finns listade i Catalogue of Life.